# Ano Liosia
Ano Liosia (în greacă: Άνω Λιόσια) este un oraș în Grecia. Acesta este o suburbie și o fostă municipalitate din partea de nord a orașului Atena. Din 2011, conform unei reforme a administrației publice locale acesta face parte din municipalitatea Fyli. Are o suprafață de 38 447 km pătrați.